# Bruna Colombetti
Bruna Giulia Colombetti-Peroncini, född 27 januari 1936 i Milano, död 26 juli 2008  i Milano, var en italiensk fäktare.
Colombetti blev olympisk bronsmedaljör i florett vid sommarspelen 1960 i Rom.